# Đồng bằng sông Hằng

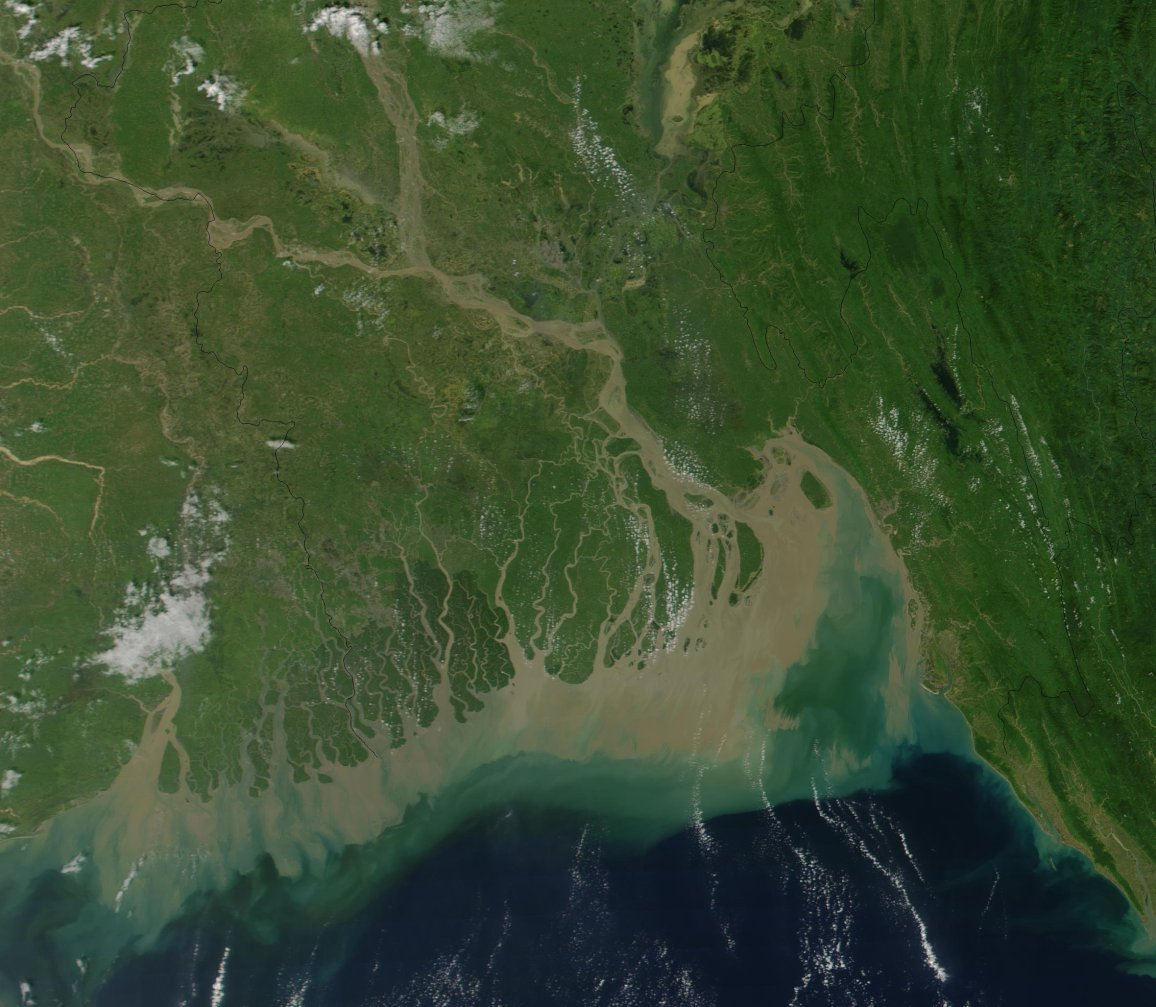
Đồng bằng sông Hằng

Đồng bằng sông Hằng (còn được gọi là Đồng bằng Brahmaputra, Đồng bằng Sunderbans, hay Đồng bằng Bengal) là một vùng đồng bằng sông ở vùng Bengal thuộc Nam Á, bao gồm Bangladesh và bang Ấn Độ Tây Bengal. Đồng bằng trải dài từ sông Hooghly về phía tây tới sông Meghna về phía đông. Phía nam của nó là vịnh Bengal. Bờ biển của đồng bằng này dài 354 km (220 dặm).[1] Đây là đồng bằng lớn nhất thế giới, cũng là một trong những vùng đất màu mỡ nhất trên thế giới, do đó có biệt danh là Đồng bằng Xanh lá. Kolkata ở Ấn Độ và Mongla ở Bangladesh là các cảng biển chính của đồng bằng.
Một số dòng sông lớn chảy qua vùng đồng bằng Brahmaputra, bao gồm cả Padma (phân lưu chính của sông Hằng) và Jamuna (phân lưu chính của Brahmaputra), hợp nhất và sau đó nhập vào sông Meghna trước khi đổ ra biển.

## Địa lý

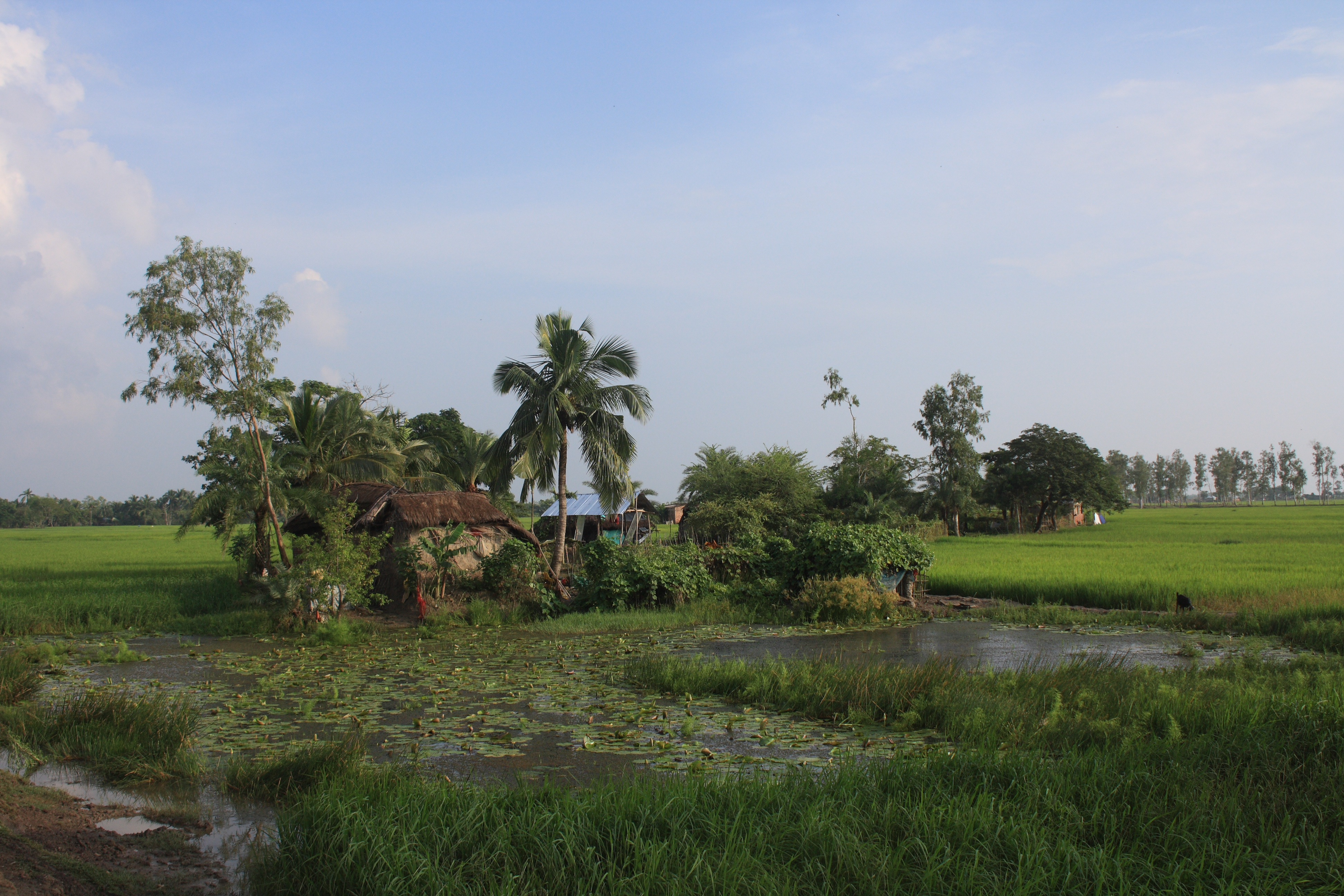
Một cảnh quan điển hình ở đồng bằng với cây cọ, lúa, bằng phẳng, màu xanh và ao hồ.

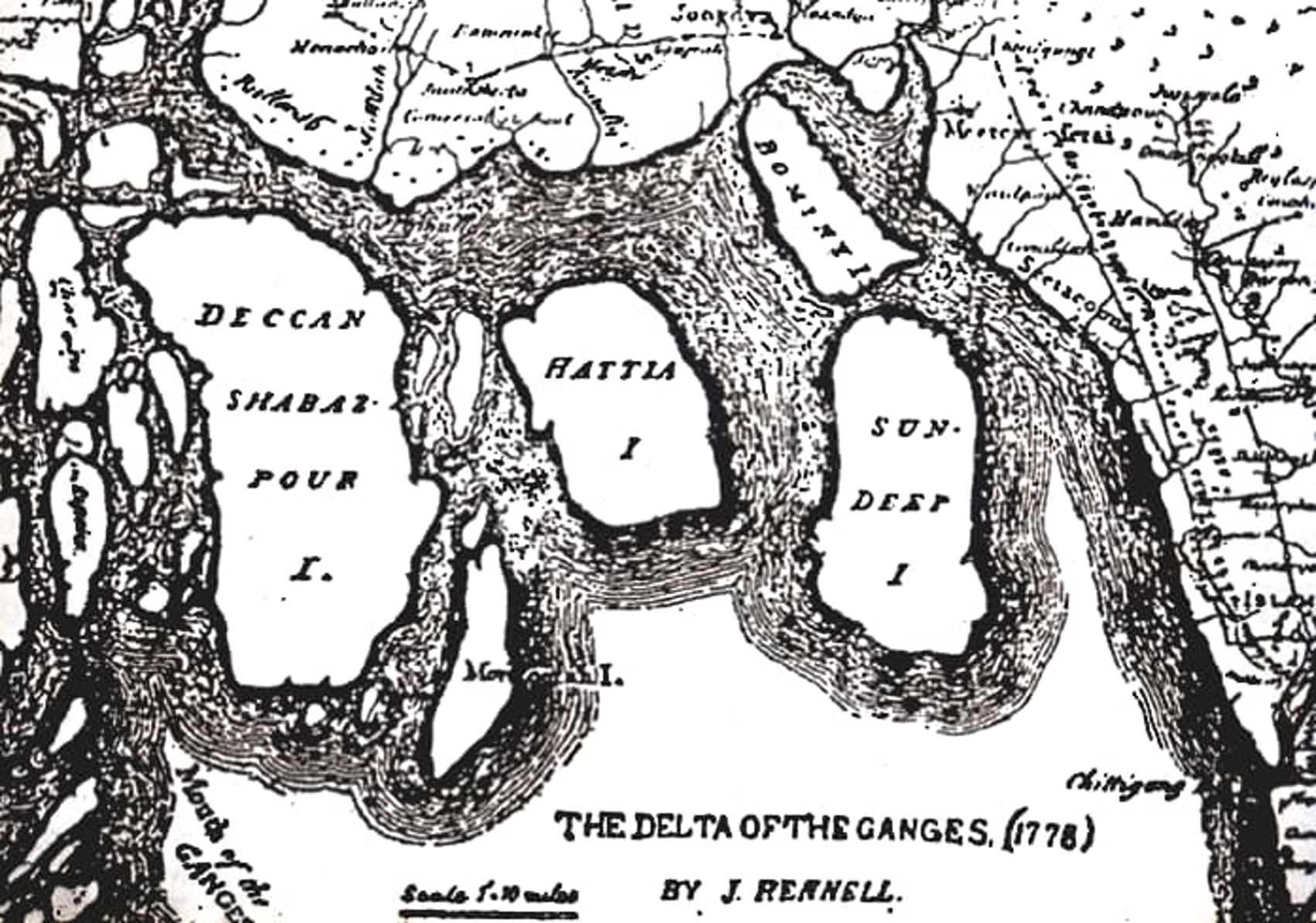
Đồng bằng sông Hằng từ bản đồ của nhà khảo sát James Rennell (1778)

Đồng bằng sông Hằng có hình dạng của một tam giác và được coi là một vùng đồng bằng "hình vòm". Nó bao gồm hơn 105.000 km2 (41.000 dặm vuông), và mặc dù vùng đồng bằng nằm chủ yếu ở Bangladesh và Ấn Độ, các con sông từ Bhutan, Tây Tạng, Ấn Độ và Nepal đổ ra từ phía Bắc. Khoảng 60% đồng bằng ở Bangladesh và 40% ở Tây Bengal, Ấn Độ. Hầu hết vùng đồng bằng bao gồm đất phù sa được tạo thành bởi các hạt trầm tích nhỏ và cuối cùng lắng xuống khi dòng sông chảy chậm ở cửa sông. Sông mang theo những hạt mịn này với chúng, ngay cả từ các nguồn của chúng tại các sông băng (tức những sông glaciofluvial). Đất đá ong đỏ và đỏ-vàng được tìm thấy khi nó chảy về phía đông. Đất có nhiều khoáng chất và chất nuôi dưỡng, rất tốt cho nông nghiệp.
Đồng bằng bao gồm một mê cung của các kênh, đầm, hồ, và trầm tích đồng bằng lũ lụt. Sông Gorai-Madhumati, một trong những phân lưu của sông Hằng, phân chia Đồng bằng sông Hằng thành hai phần: vùng địa lý trẻ, hoạt động, đồng bằng phía đông, và vùng đồng bằng cổ, ít hoạt động, đồng bằng phía tây.

## Dân số
Khoảng 125 đến 143 triệu người sống ở đồng bằng này, dù có rủi ro từ lũ lụt do gió mùa, nước chảy tràn ra từ tuyết tan của dãy Himalaya, và xoáy thuận nhiệt đới Bắc Ấn Độ Dương. Phần lớn đất nước Bangladesh nằm ở Đồng bằng sông Hằng, và nhiều người dân của đất nước này phụ thuộc vào đồng bằng để sống còn..
Người ta tin rằng có hơn 300 triệu người được hỗ trợ bởi đồng bằng sông Hằng, và khoảng 400 triệu người sống ở lưu vực sông Hằng, làm cho nó trở thành lưu vực sông đông dân nhất trên thế giới. Phần lớn các khu vực ở đồng bằng sông Hằng có mật độ dân số trên 200 người trên mỗi km2 (520 người trên mỗi dặm vuông), làm cho nó trở thành một trong những khu vực đông dân cư nhất trên thế giới.

## Động vật và thực vật

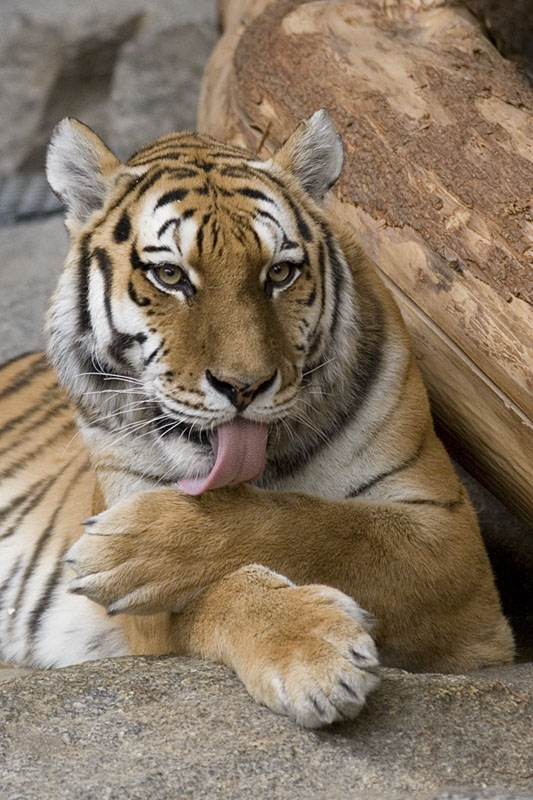
Hổ Bengal

Ba vùng sinh thái trên cạn bao phủ vùng đồng bằng. Các vùng sinh thái rừng rụng lá (lá rộng) ẩm ở vùng hạ lưu sông Hằng bao phủ hầu hết vùng đồng bằng, mặc dù rừng hầu hết đã được đốn để dùng cho nông nghiệp và chỉ còn lại những khu vực nhỏ. Có những bụi cỏ cao dầy, được gọi là canebrakes, phát triển trong các khu vực ẩm ướt hơn. Vùng sinh thái rừng đầm lầy nước ngọt Sundarban nằm gần Vịnh Bengal; vùng sinh thái này bị ngập nước lợ trong mùa khô và nước ngọt trong mùa gió mùa. Những khu rừng này cũng gần như hoàn toàn được chuyển đổi thành nông nghiệp thâm canh, với diện tích 130 dặm vuông (50 dặm vuông) được bảo vệ trong vùng sinh thái với diện tích 1400 km2 (560 foot vuông). Nơi đồng bằng tiếp giáp Vịnh Bengal, các loài cây ngập mặn Sundarbans tạo thành vùng sinh thái rừng ngập mặn lớn nhất thế giới, có diện tích 20.400 km vuông (7.900 sq ²) trong một chuỗi 54 hòn đảo. Chúng lấy tên từ các loài cây ngập mặn ưu việt, Heritiera fomes, được biết đến tại địa phương như sundri hay sundari.
Động vật ở đồng bằng bao gồm trăn Ấn Độ (Python molurus), báo tuyết (Neofelis nebulosa), voi Ấn Độ (Elephas maximus indicus) và cá sấu, sống trong vùng sinh thái Sundarbans. Khoảng 1.020 loài hổ Bengal trong tình trạng nguy cơ diệt chủng (Panthera tigris tigris) được cho là sống ở Sundarbans. Lưu vực sông Hằng-Brahmaputra có rừng rụng lá nhiệt đới đem lại gỗ có giá trị: Sala, Tếch, và cây Bồ đề được tìm thấy trong những khu vực này. Vùng đồng bằng có cây ngập mặn
Người ta ước tính rằng 30.000 Hươu đốm (Axis axis)) sống trong phần Sundarbans của đồng bằng. Các loài chim được tìm thấy trong vùng đồng bằng bao gồm loài chim Bói cá sông, chim đại bàng, chim gõ kiến, loài shalik (Acridotheres tristis), chim francolin đầm lầy (Francolinus gularis) và loài chim Chích chòe than (Copsychus saularis). Hai loài cá heo có thể tìm thấy ở đồng bằng: cá heo Irrawaddy (Orcaella brevirostris) và cá heo sông Hằng (Platanista gangetica gangetica). Cá heo Irrawaddy là một con cá heo đại dương đi vào đồng bằng từ vịnh Bengal. Cá heo sông Hằng là một con cá heo sông thật sự, nhưng rất hiếm và được xem là có nguy cơ diệt chủng.
Cây cối trong vùng đồng bằng bao gồm Cui biển, cây Đước, Tre, Dừa nước (Nypa fruticans), và Chà là biển (Phoenix paludosa). Nhiều loài có nguy cơ diệt chủng đang sống ở đây.